# 天津广播电视塔
39°05′31″N 117°10′30″E / 39.091944444444°N 117.175°E天津广播电视塔，又称天塔，为天津市电视调频广播发射中心，坐落于于天津市河西区卫津南路1号，始建于1988年6月5日，历时3年4个月，建高338米，1991年10月1日竣工时是亚洲第一高塔。天津广播电视塔建设总投资17,500万元，占地面积22公顷，建筑面积11500平方米，塔尖高415.2米，重4万余吨。截至2018年6月，天塔是中国第三高塔和世界第七高塔。天塔周围的22公顷水面名为“天塔湖”。天津天塔湖風景區被评为中国国家4A级旅游景区。天津广播电视塔也被誉为津门十景的“天塔旋云”。

## 历史

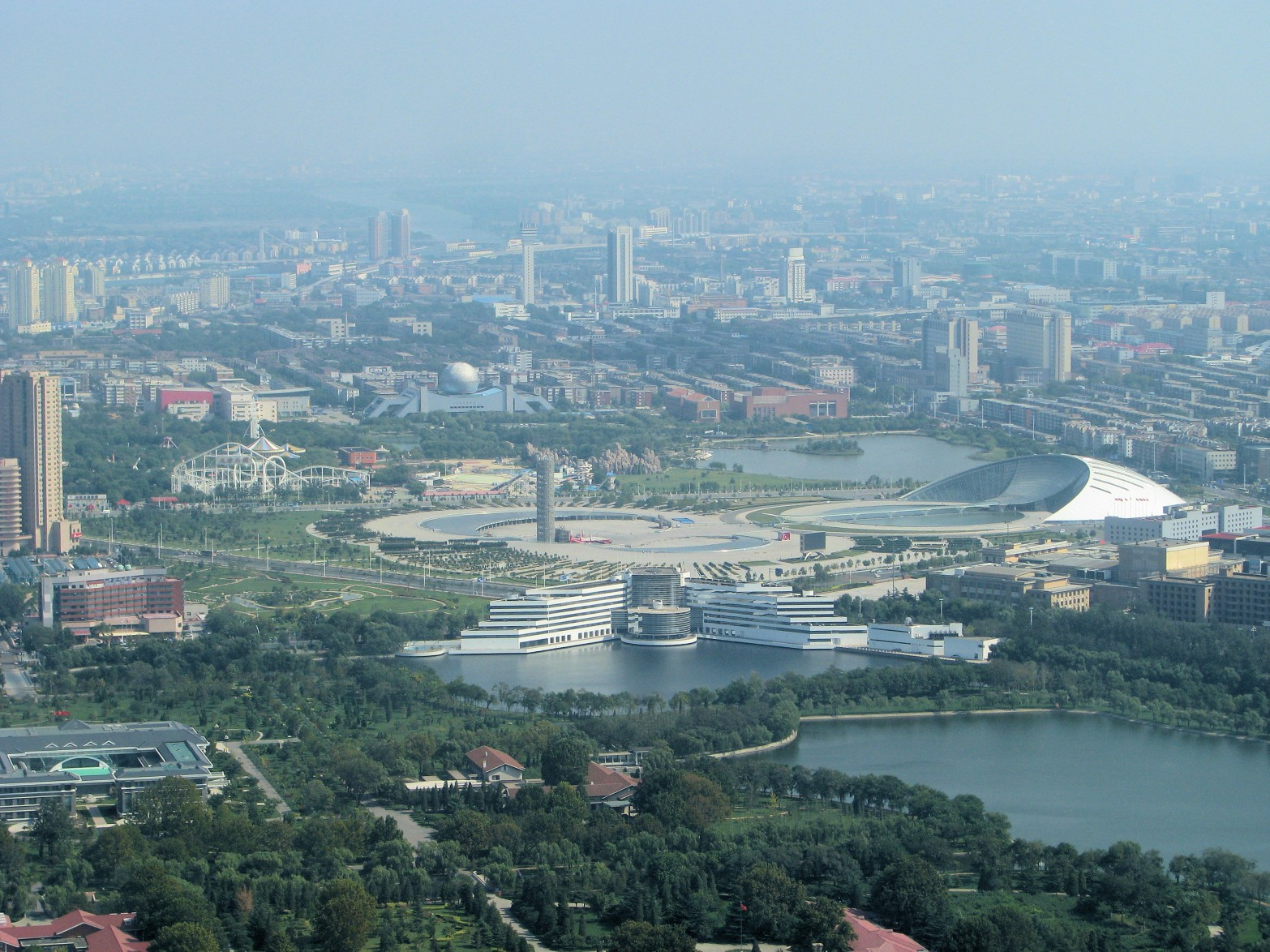
从天塔上看河西区（2008年）

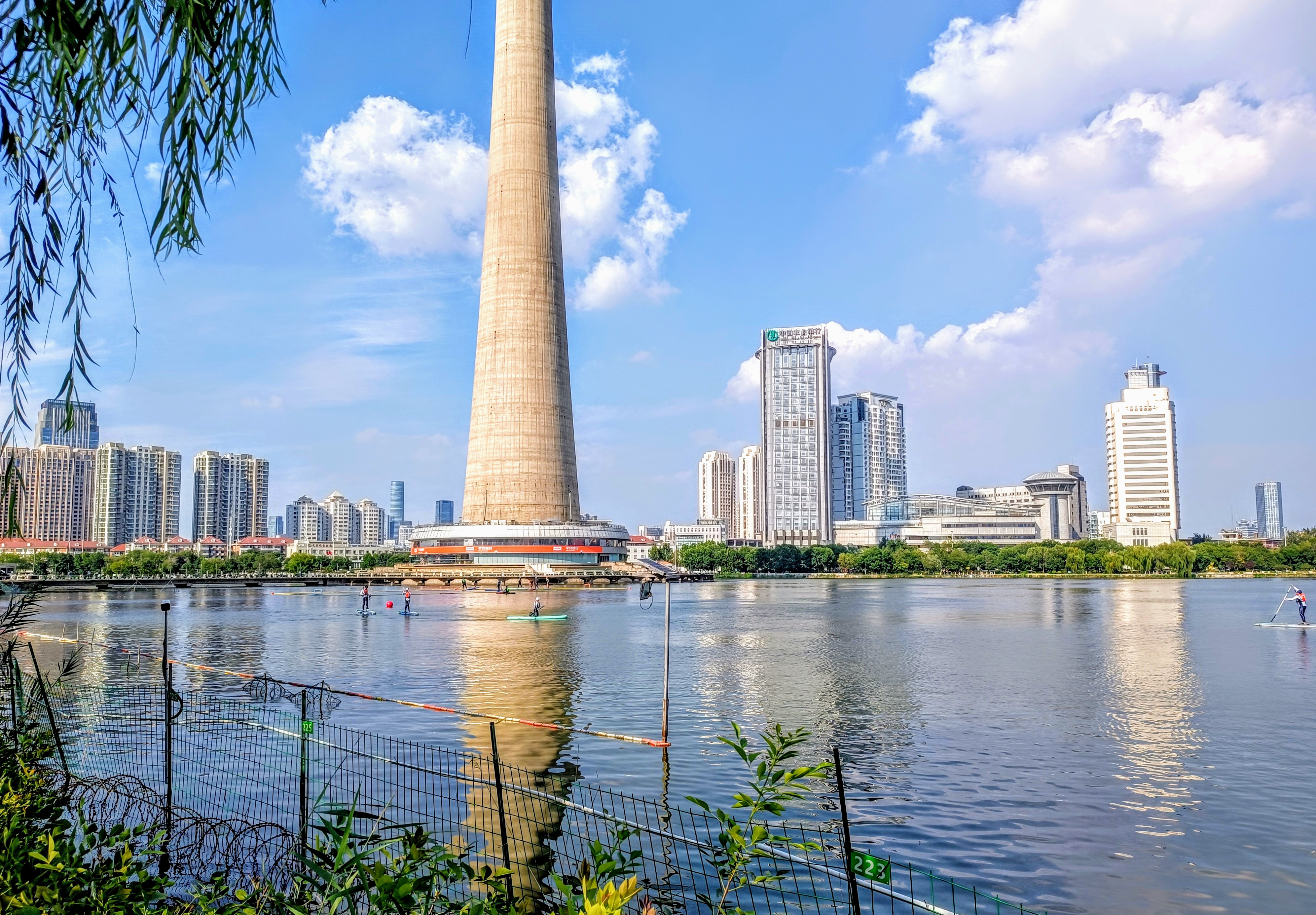
天塔与天塔湖

在天津广播电视塔建设前，天津市原有两座广播电视塔均设于和平区卫津路天津广播电视局院内。一座高103米，一座高64米，但因传输电讯信号的机器设备陈旧和塔的高度所限，发射功率不强，所传电波覆盖面积小，收听、收视效果不佳，难以服务建成区日渐扩展的天津市区。因此，天津市广播电视局提出扩建申请，并委托同济大学设计建筑方案。初定塔高为250米，仍选址在天津广播电视局院内。1976年7月28日唐山大地震影响，建塔工程中止。1983年，经天津市计划委员会重新批准建设广播电视塔，并委托国家广播电影电视部设计院设计建筑方案，拟将塔高提为300米。1985年8月，在审查初步设计时，经论证认为300米高程无法满足覆盖完全覆盖天津市区或基本覆盖天津全市市域的要求。故，天津市广播电视局向天津市人民政府和国家广播电影电视部再次呈报《重新确定兴建天津广播电视塔方案》，经时任天津市长李瑞环签署同意，并由国家广播电影电视部技术局于1986年5月批准：天津广播电视塔高为400米，可使用5个频道。但由于新批准电视塔高度升高，又重新编制了《天津广播电视塔可行性研究报告》，故天津广播电视局院内的选址已无法满足建设要求。1986年9月23日，天津市计划委员会主持召开天塔工程可行性研究会，就塔址、规模、功能、投资、塔区规划等进行研究讨论。1987年9月1日，天津市城乡建设委员会主持召开扩大初步设计审查会，有40个单位120名代表参加，重点研究了天塔总图、结构、地基及工程概算等问题，根据市长李瑞环的指示：“天塔要结合天津市总体规划，要讲求先进性、科学性、合理性、经济性，要考虑到广播电视事业的长远发展”，完成了想过施工图纸设计，最终选址在聂公桥畔，东邻紫金山路，西接水上公园的鱼塘，并将鱼塘一并修剪成景观湖泊。
1988年，天津广播电视塔正式开工兴建，工作人员经勘测确定的塔心定位点，1988年6月5日，天塔塔心定位点打入第一棵桩，1989年5月11日，天塔主体施工至10.6米。1990年8月23日，天塔主体封顶，主体高为338.2米。1991年10月1日，天塔全面竣工，在当时为亚洲第一、世界第三高塔。1995年，天塔成为“世界高塔协会”成员。

## 选址规划

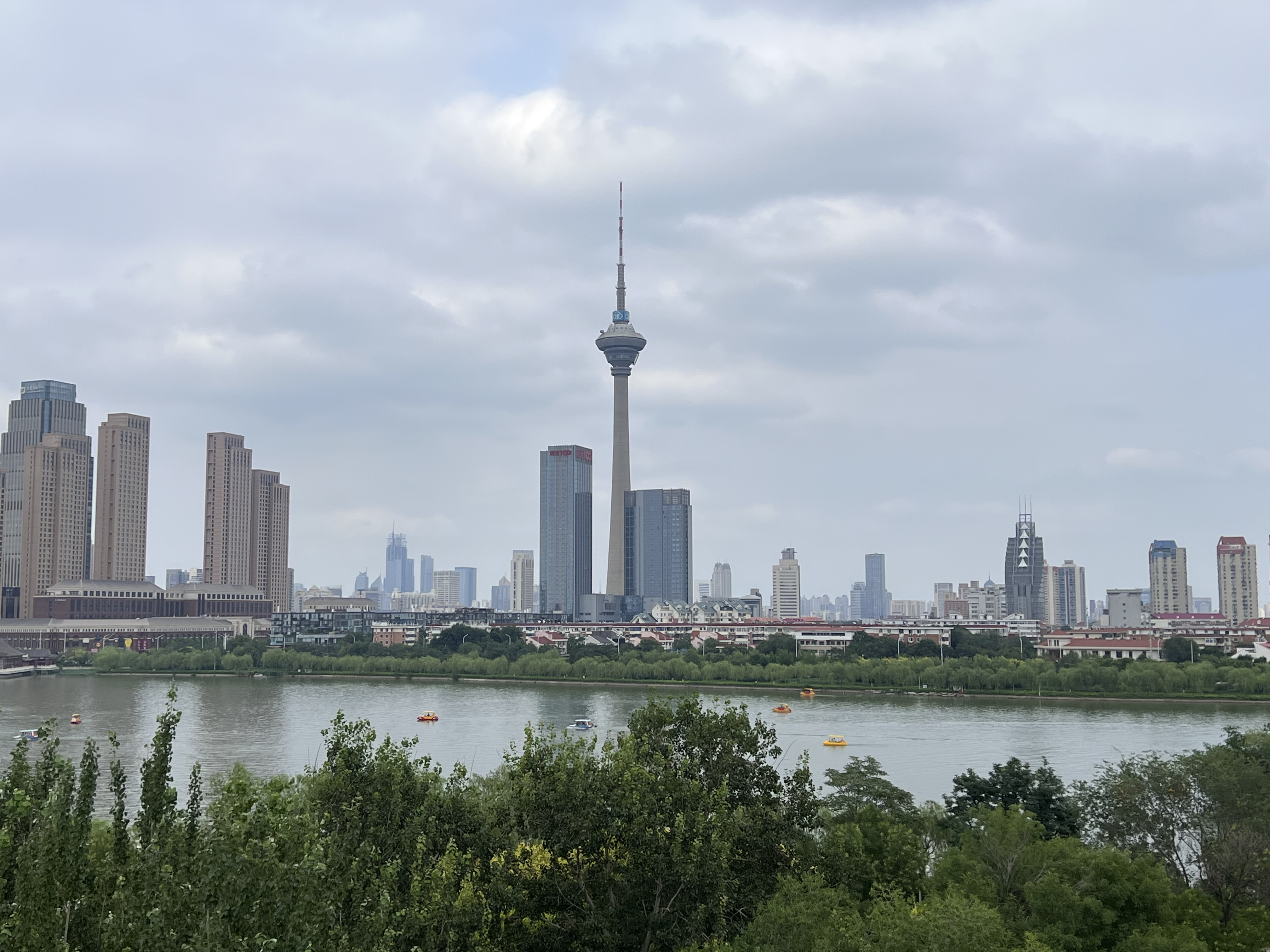
天津水上公园

天津广播电视塔原计划仍放在卫津路天津大学东门对面的天津广播事业局办公大院内，但考虑计划新修建的电视塔是一座巨大的超高构筑物，天津广播事业管理局院内地址狭小难以容纳。最终，经过天津市规划部门多方考察，在时任天津市委书记兼市长的李瑞环主持下，确定建选址在聂公桥畔紫金山路、津盐公路（今卫津南路）交汇处的三角地带，占地面积321市亩，其中水面252市亩。该地区北依南开大学、天津大学等高教聚集区；南临规划中预留的大型体育活动中心场地；西接天津市区最大的风景区水上公园，环境、视野和交通条件均有优势。
天塔的规划布局是建在水上公园东大门的中轴线上，使天塔与水上公园联系起来。天塔主广场设在津盐公路入口处，遥对水上公园东大门；副广场设在紫金山路入口处。

## 建筑特点

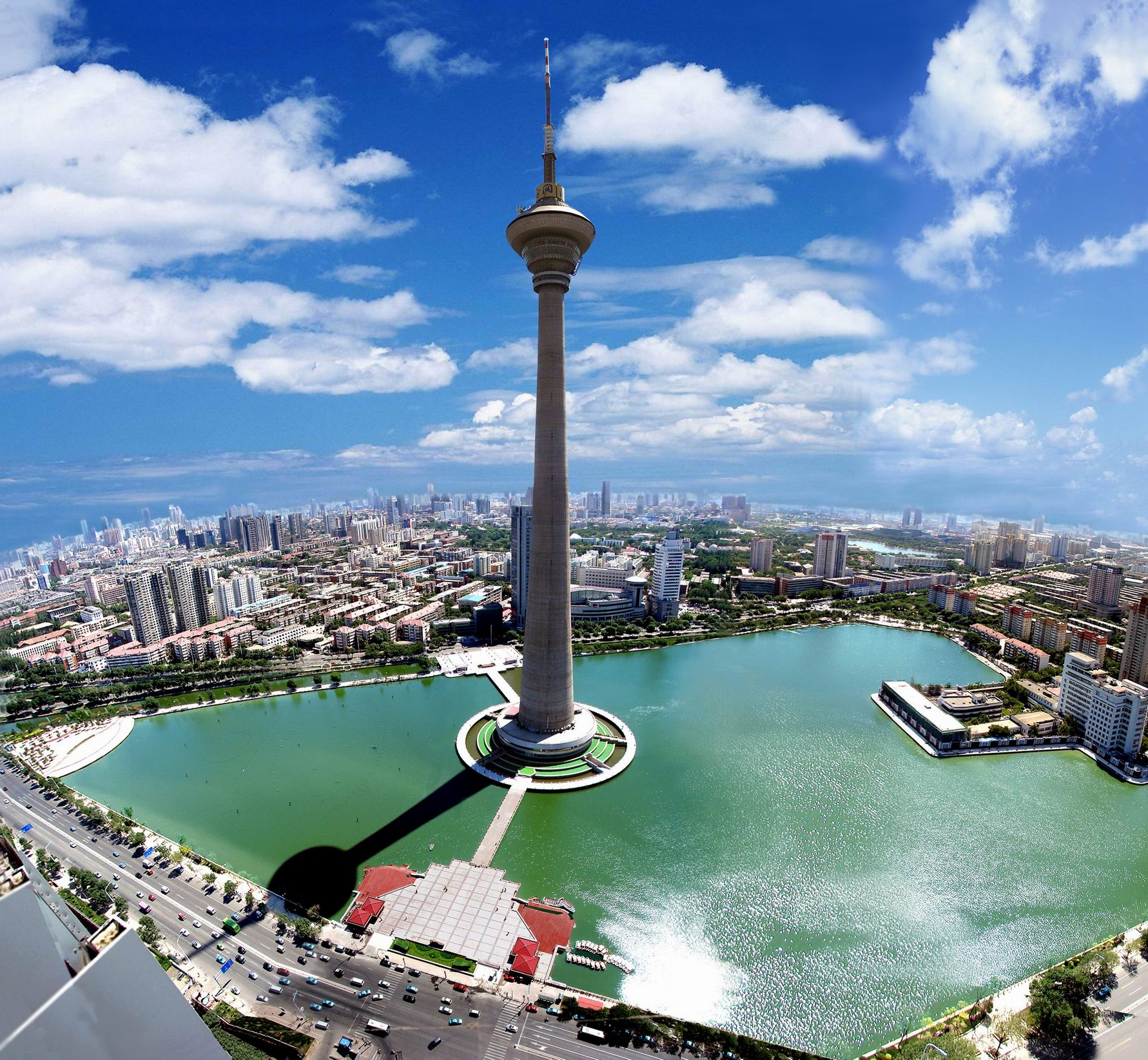
天塔全景

天津广播电视塔塔身呈抛物线形状，塔楼位于248.5米至278米处是一个七层的飞碟型的建筑，“飞碟”为直径46.2米的瞭望厅和旋转餐厅，每45～60分钟旋转一周，总面积为4450平方米。飞碟结构内部除了广播间和电力间之外，还有三层覆盖了大约1300平方米的面积。
而天塔基座共有兩層，設有觀景台入口連展覽廳，以及天津廣播電視網絡公司數碼電視業務廳。
天塔內共安裝四台奧的斯Elevonic 401型升降機，其中兩台載客，一台為貨運升降機，另有一台為消防升降機。

## 廣播訊號設備配置

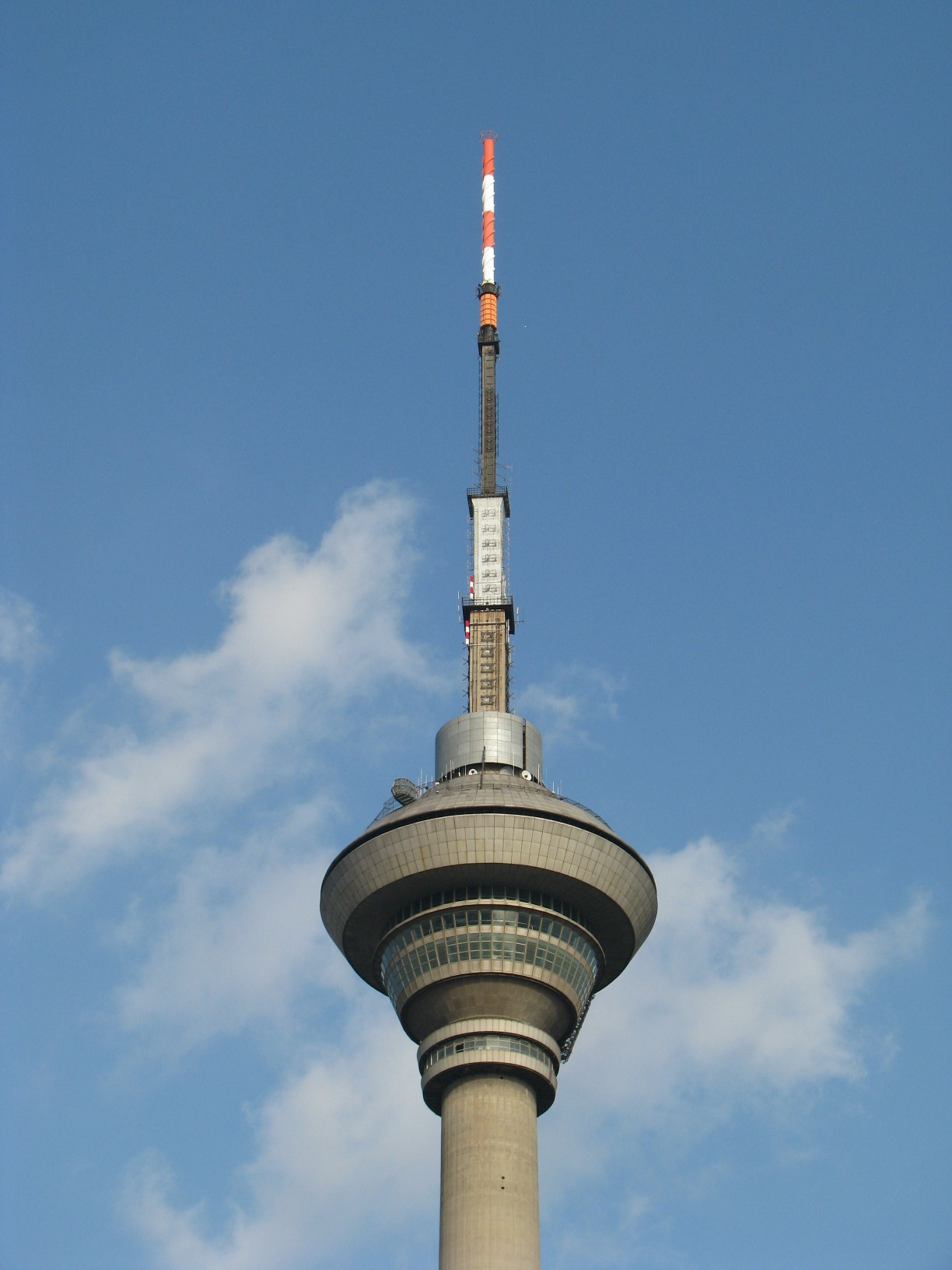
天塔顶部塔楼及天线

天塔自建成後，即擔當天津市內無線電視電波的傳播；下列為各廣播業者在天塔之訊號設備配置。

### 數字電視（DTMB）
| 台名                                     | 頻道編號 | 天線功率 |
| ---------------------------------------- | -------- | -------- |
| 中國中央電視台綜合頻道及另外7套節目      | DS-45    | 1 kW     |
| 中國中央電視台軍事·農業頻道及另外3套節目 | DS-33    | 1 kW     |

### 多媒體廣播（CMMB）
| 台名                   | 頻道編號 | 天線功率 |
| ---------------------- | -------- | -------- |
| 多媒體廣播（共用頻道） | DS-35    | 1 kW     |

- 数据来源：国家新闻出版广电总局《经批准可以使用的无线广播电视发射频率/频道表》（2018年3月版）[2]

## 内部链接
- 中央广播电视塔
- 东方明珠电视塔